# Дієго де Кордоба-і-Лассо де ла Вега
Дієго де Кордоба-і-Лассо де ла Вега, маркіз дель Вадо (ісп. Diego de Córdoba y Lasso de la Vega; бл. 1650—1720) — іспанський військовик і колоніальний чиновник, губернатор Куби (1697—1702), президент Королівської авдієнсії Санта-Фе-де-Боготи (1703—1712 з перервою).

## Врядування
Дослужившись до звання генерала артилерії, здобув посаду губернатора Куби, якою керував від 1697 до 1702 року. Після того був призначений на посаду президента Королівської авдієнсії Санта-Фе-де-Боготи. За свого врядування збудував у столиці першу каналізацію. 1710 року іспанський монарх відрядив його до Картахени для відбиття можливих атак з боку ворогів корони (піратів, французів тощо). В той період у Боготі керував архієпископ Франсіско де Отеро-і-Коссіо.
Повернувся до Боготи 1711 року. Після завершення каденції 1712 року виїхав до Іспанії, де здобув титул маркіза та місце в Раді Індій.
Помер в Мадриді 1720 року.